# Mudaison
Mudaison é uma comuna francesa na região administrativa de Occitânia, no departamento de Hérault. Estende-se por uma área de 8,10 km². Em 2010 a comuna tinha 2 651 habitantes (densidade: 327,3 hab./km²).